# 石益民
石益民（1926年—），男，直隶定县（今河北定州）人，中国新闻纪录电影摄影师。曾任中央新闻纪录电影制片厂摄影师、副总编辑、副厂长，中国电影家协会理事。